# Myrnam
Myrnam är en ort i Kanada.   Den ligger i provinsen Alberta, i den centrala delen av landet, 2 700 km väster om huvudstaden Ottawa. Myrnam ligger 608 meter över havet och antalet invånare är 370.
Terrängen runt Myrnam är platt. Trakten runt Myrnam är nära nog obefolkad, med mindre än två invånare per kvadratkilometer.. Det finns inga andra samhällen i närheten. 
Omgivningarna runt Myrnam är en mosaik av jordbruksmark och naturlig växtlighet.